# Liste der Justizminister San Marinos
Diese Liste gibt einen Überblick über die Justizminister San Marinos.
Das Außenministerium ist einer der zehn 2005 gesetzlich festgelegten Ressorts (Dicasteri). Der Amtsinhaber führt die Bezeichnung Segretario di Stato per la Giustizia. Bis 1997 führte der Justizminister die Bezeichnung Deputato per la Giustizia, die Bezeichnung Segretario di Stato führten bis zu diesem Zeitpunkt nur die Leiter der Ressorts Äußeres, Inneres und Finanzen.

## Liste der Minister seit 1955
| Name                  | Partei     | Amtsbeginn         | Amtsende           | Kommentar |
| --------------------- | ---------- | ------------------ | ------------------ | --- |
| Domenico Morganti     | PCS        | 25. September 1951 | 16. September 1955 | Deputato per la Giustizia e il Culto |
| Giuseppe Forcellini   | PSS        | 16. September 1955 | 08. März 1957      | Deputato per la Giustizia e il Culto |
| Alvaro Casali         | PSDIS      | 23. Oktober 1957   | 29. September 1959 | gemeinsam mit dem Bildungsministerium Deputato per la Pubblica Istruzione, la Giustizia e il Culto |
| Ferruccio Piva        | PDCS       | 29. September 1959 | 12. Dezember 1961  | gemeinsam mit dem Bildungsministerium Deputato per la Pubblica Istruzione, la Giustizia e il Culto |
| Alvaro Casali         | PSDIS      | 12. Dezember 1961  | 29. Oktober 1964   | gemeinsam mit dem Bildungsministerium Deputato per la Pubblica Istruzione, la Giustizia e il Culto |
| Giuseppe Micheloni    | PSDIS      | 29. Oktober 1964   | 06. November 1969  | gemeinsam mit dem Bildungsministerium Deputato per la Pubblica Istruzione, la Giustizia e il Culto |
| Gian Luigi Berti      | PDCS       | 06. November 1969  | 27. März 1973      | Deputato per la Giustizia |
| Leo Marino Dominici   | MLS        | 27. März 1973      | 30. April 1974     | Deputato per la Giustizia |
| Renzo Bonelli         | MLS        | 30. April 1974     | 11. November 1974  | Deputato per la Giustizia |
| Federico Bigi         | PDCS       | 11. November 1974  | 11. März 1976      | gemeinsam mit dem Tourismusministerium Deputato per il Turismo, lo Sport e la Giustizia |
| Clara Boscaglia       | PDCS       | 11. März 1976      | 17. Juli 1978      | gemeinsam mit dem Innenministerium Segretario di Stato per gli Affari Interni e la Giustizia |
| Fausta Morganti       | PCS        | 17. Juli 1978      | 06. Juli 1988      | gemeinsam mit dem Bildungsministerium Deputato per la Pubblica Istruzione, la Cultura e la Giustizia |
| Alvaro Selva          | PCS        | 06. Juli 1988      | 08. April 1991     | gemeinsam mit dem Innenministerium Segretario di Stato per gli Affari Interni, la Protezione Civile e la Giustizia |
| Gilberto Ghiotti      | PCS        | 08. April 1991     | 19. März 1992      | gemeinsam mit dem Industrieministerium Deputato per l’Industria, l’Artigianato e la Giustizia |
| Emma Rossi            | PSS        | 19. März 1992      | 09. Juli 1993      | gemeinsam mit dem Bildungsministerium Deputato per la Pubblica Istruzione e la Cultura, l’Università e la Giustizia |
| Pier Marino Menicucci | PDCS       | 09. Juli 1993      | 07. Juli 1998      | gemeinsam mit dem Bildungsministerium Deputato per la Pubblica Istruzione e la Cultura, l’Università e la Giustizia |
| Sante Canducci        | PDCS       | 07. Juli 1998      | 28. März 2000      | gemeinsam mit dem Bildungsministerium Segretario di Stato per la Pubblica Istruzione, gli Affari Scociali, gli Instituti Culturali e la Giustizia                                                                             |
| Francesca Michelotti  | PPDS–IM–CD | 28. März 2000      | 12. Juli 2001      | gemeinsam mit dem Innenministerium Segretario di Stato per gli Affari Interni e la Giustizia |
| Pier Marino Menicucci | PDCS       | 12. Juli 2001      | 20. Mai 2002       | + Zuständigkeit für Beziehungen zu den Gemeinderäten und Information Segretario di Stato per la Giustizia, i Rapporti con le Giunte di Castello e l’Informazione                                                              |
| Augusto Casali        | PSS        | 20. Mai 2002       | 25. Juni 2002      | + Zuständigkeit für Beziehungen zu den Gemeinderäten, der A.A.A.S.P, der A.A.A.S. und Information Segretario di Stato per la Giustizia, i Rapporti con le Giunte di Castello con l’A.A.S.P. e con l’A.A.S.S. e l’Informazione |
| Tito Masi             | AP         | 25. Juni 2002      | 16. Dezember 2002  | + Zuständigkeit für Beziehungen zu den Gemeinderäten und Information Segretario di Stato per la Giustizia, i Rapporti con le Giunte di Castello e l’Informazione                                                              |
| Alberto Cecchetti     | PSS        | 16. Dezember 2002  | 12. Dezember 2003  | + Zuständigkeit für Beziehungen zu den Gemeinderäten und Information Segretario di Stato per la Giustizia, i Rapporti con le Giunte di Castello e l’Informazione                                                              |
| Fabio Berardi         | PSS/PSD    | 12. Dezember 2003  | 27. Juli 2006      | gemeinsam mit dem Außenministerium Segretario di Stato per gli Affari Esteri e Politici, la Programmazione Economica e la Giustizia                                                                                           |
| Ivan Foschi           | SU         | 27. Juli 2006      | 03. Dezember 2008  | + Zuständigkeit für Beziehungen zu den Gemeinderäten, Information und Frieden Segretario di Stato per la Giustizia, i Rapporti con le Giunte di Castello, l’Informazine e la Pace                                             |
| Augusto Casali        | NPS        | 03. Dezember 2008  | 19. Juli 2012      | + Zuständigkeit für Information, Forschung und Beziehungen zu den Gemeinderäten Segretario di Stato per la Giustizia, l’Informazione, la Ricerca e i Rapporti con le Giunte di Castello                                       |
| Gian Carlo Venturini  | PDCS       | 05. Dezember 2012  | 27. Dezember 2016  | gemeinsam mit dem Innenministerium Segretario di Stato per gli Affari Interni, Funzione Pubblica, Giustizia e Rapporti con le Giunte di Castello                                                                              |
| Nicola Renzi          | RF         | 25. Dezember 2016  | amtierend          | gemeinsam mit dem Außenministerium Segretario di Stato agli Affari Esteri, Affari Politici e Giustizia |

Oft wird das Justizressort auch von anderen Minister mitverwaltet oder der Justizminister ist für weitere Ressorts (Dicasteri) verantwortlich. Dies wird in der Kommentarspalte aufgeführt.

## Parteien
| AP         | Alleanza Popolare                                                                      |
| MLS        | Movimento Libertà Statuarie                                                            |
| NPS        | Nuovo Partito Socialista                                                               |
| PCS        | Partito Comunista Sammarinese                                                          |
| PDCS       | Partito Democratico Cristiano Sammarinese                                              |
| PPDS–IM–CD | Partito Progressista Democratico Sammarinese–Idee in Movimento–Convenzione Democratica |
| PSD        | Partito dei Socialisti e dei Democratici                                               |
| PSDIS      | Partito Socialista Democratico Indipendente Sammarinese                                |
| PSS        | Partito Socialista Sammarinese                                                         |
| RF         | Rebubblica Futura                                                                      |
| SU         | Sinistra Unita                                                                         |